# Marinedieselöl
Marinedieselöl (MDO von englisch Marine Diesel Oil) ist ein Treibstoff für Schiffsdieselmotoren und ein Gemisch verschiedener Mitteldestillate aus der Erdölverarbeitung. Internationale Handelsbezeichnung eines solchen Öles ist Marine (Distillate) Fuel Oil.
Marinedieselöl ist teurer und kältefester als mit Dieselöl eingestelltes Schweröl, welches in fast allen größeren Seeschiffen verwendet wird, siehe auch Schiffstreibstoff.

## Herstellung
Marinedieselöl wird aus Komponenten wie Kerosin, Leichtgasöl, Schwergasöl, Light- und ggf. Heavy Cycle Oil, Vakuumgasöl und geringen Mengen an Rückstand (nur DMZ) geblendet. Des Weiteren muss Diesel für die kommerzielle Binnenschifffahrt (zolltechnisch auch als Gasöl bezeichnet) – analog zu Heizöl EL – rot eingefärbt sowie mit dem Markierstoff Solvent Yellow 124 versehen werden (6–9 mg/l). Die Einfärbung darf nur in lizenzierten Kennzeichnungsbetrieben erfolgen. De facto findet Heizöl EL (HEL) als (kommerzieller) Binnenschifffahrtsdiesel Verwendung (s. u.), markierter Fahrzeugdiesel (DIN EN 590) wird so gut wie nicht benutzt.

## Eigenschaften
Die Hauptbestandteile des Marine Distillate Fuel sind Alkane, Alkene, Cycloalkane und aromatische Kohlenwasserstoffe mit etwa 16 bis 40 (DMC:70) Kohlenstoff-Atomen pro Molekül und einem Siedebereich zwischen 200 °C und ~450 °C (DMC: ~700 °C). Daneben treten noch Stickstoff- und Schwefelverbindungen auf.

## Spezifikationen
Für die Seeschifffahrt werden vier Qualitäten spezifiziert:
- DMA: auch als Marine Gasoil (MGO) bezeichnet, ein mittelschweres Gasöl.
- DMB: auch als Marine Diesel Oil (MDO) bezeichnet, ein relativ schweres Gasöl (mit Vakuumgasölanteilen).
- DMX: ein sehr leichtes Gasöl mit hervorragender Kälteeigenschaft (Cloud Point), wird fast nur für kleinere Motoren und als „Notfall-Kraftstoff“ verwendet.
- DMZ: ein aus schweren Gasölen bestehender Treibstoff. Zum Teil können auch Rückstände eingemischt werden.

Zu diesen Betriebskraftstoffen kann man noch den Schiffsdiesel für die europäische Binnenschifffahrt hinzufügen.
| Parameter                     | Unit    | Limit | DMX | DMA   | DMZ   | DMB   | Binnendiesel |
| ----------------------------- | ------- | ----- | --- | ----- | ----- | ----- | ------------ |
| Dichte (15 °C)                | kg/l    | Max   | —   | 0,890 | 0,890 | 0,900 | 0,860        |
| Viskosität bei 40 °C          | mm²/s   | Max   | 5,5 | 6,0   | 6,0   | 11,0  | 6,0          |
| Wasser                        | % (V/V) | Max   | —   | —     | —     | 0,3   | 0,2          |
| Schwefel                      | % (m/m) | Max   | 1,0 | 1,0   | 1,0   | 1,5   | 0,001        |
| MCR                           | % (m/m) | Max   | —   | —     | —     | 0,3   | 0,3          |
| Aluminium + Silizium          | mg/kg   | Max   | —   | —     | —     | —     | —            |
| Flammpunkt                    | °C      | Min   | 43  | 60    | 60    | 60    | 55           |
| Pourpoint, Sommer             | °C      | Max   | —   | 0     | 0     | 6     | —            |
| Pourpoint, Winter             | °C      | Max   | —   | −6    | −6    | 0     | —            |
| Total Sediment Existent (TSE) | %wt     | Max   | —   | —     | —     | 0,1   | —            |
| Cloud Point (CP)              | °C      | Max   | −16 | —     | —     | —     | 3            |
| Cetanindex (CI)               |         | Min   | 45  | 40    | 40    | 35    | 45           |

In Deutschland sind die Anforderungen an die Beschaffenheit von Dieselkraftstoff, Gasöl für den Seeverkehr und Schiffsdiesel in § 4 der 10. BImSchV geregelt. So wird etwa der Schwefelgehalt in Dieselkraftstoff für Binnenschiffe seit dem 1. Januar 2011 auf 10 mg pro kg Kraftstoff begrenzt.
Für Schiffsdiesel existiert keine DIN-Spezifikation im Sinne der DIN EN 590 (siehe: Dieselkraftstoff). Die kommerziellen Anbieter garantieren jedoch Spezifikationen, die eng an die Heizöl EL-Spezifikation angelehnt sind, nur einige Zusatzspezifikationen (z. B. Cetanindex) müssen eingehalten werden. Heizöl EL ist von der Raffinerie aus bereits eingefärbt, so dass keine weiteren Verarbeitungsschritte erforderlich sind.

## Steuern
Mineralische Betriebsstoffe in der gewerblichen Binnenschifffahrt sind nach deutschem Recht von der Energiesteuer befreit.

## Sonstiges
Während zweier Ölkrisen (1973/74 und 1979/80) wurde Öl sprunghaft teurer. Seit etwa dem Jahr 2000 hat sich Marinedieselöl massiv verteuert. Viele Schiffe (speziell solche, die nicht im Linienverkehr unterwegs sind) fahren deshalb langsamer als früher („Slow steaming“).
Im Herbst 2008 sanken die Frachtraten für Schiffe massiv und es gibt ein Überangebot vieler Schiffstypen an Märkten; dies macht es leichter, durch Langsamfahren Geld zu sparen.